# チェルヴァスカ
チェルヴァスカ（伊: Cervasca）は、イタリア共和国ピエモンテ州クーネオ県にある、人口約5,200人の基礎自治体（コムーネ）。

## 地理

### 位置・広がり

#### 隣接コムーネ
隣接するコムーネは以下の通り。
- ベルネッツォ
- カラーリオ
- クーネオ
- ロッカスパルヴェーラ
- ヴィニョーロ

## 行政

### 分離集落
チェルヴァスカには、以下の分離集落（フラツィオーネ）がある。
- Case Audisio, San Bernardo, San Defendente, San Michele, Santa Croce

## 姉妹都市
- Allos、フランス